# Sanniquellie
Sanniquellie est une ville du Liberia et la capitale du comté de Nimba.

## La conférence de Sanniquellie
Entre le 15 et le 19 juillet 1959, s'est tenue dans cette localité du Libéria une conférence réunissant Kwame Nkrumah, Sékou-Touré, et William Tubman, respectivement dirigeants du Ghana, de la Guinée, et du Libéria. Cette réunion avait pour objet la question de l'unité africaine. La déclaration du 19 juillet prévoyait, relativement à l’unité africaine, la création éventuelle d’une « Communauté des États indépendants d’Afrique », qui devait-être soumise aux états africains lors d'une conférence tenue en 1960.